# Body-Art

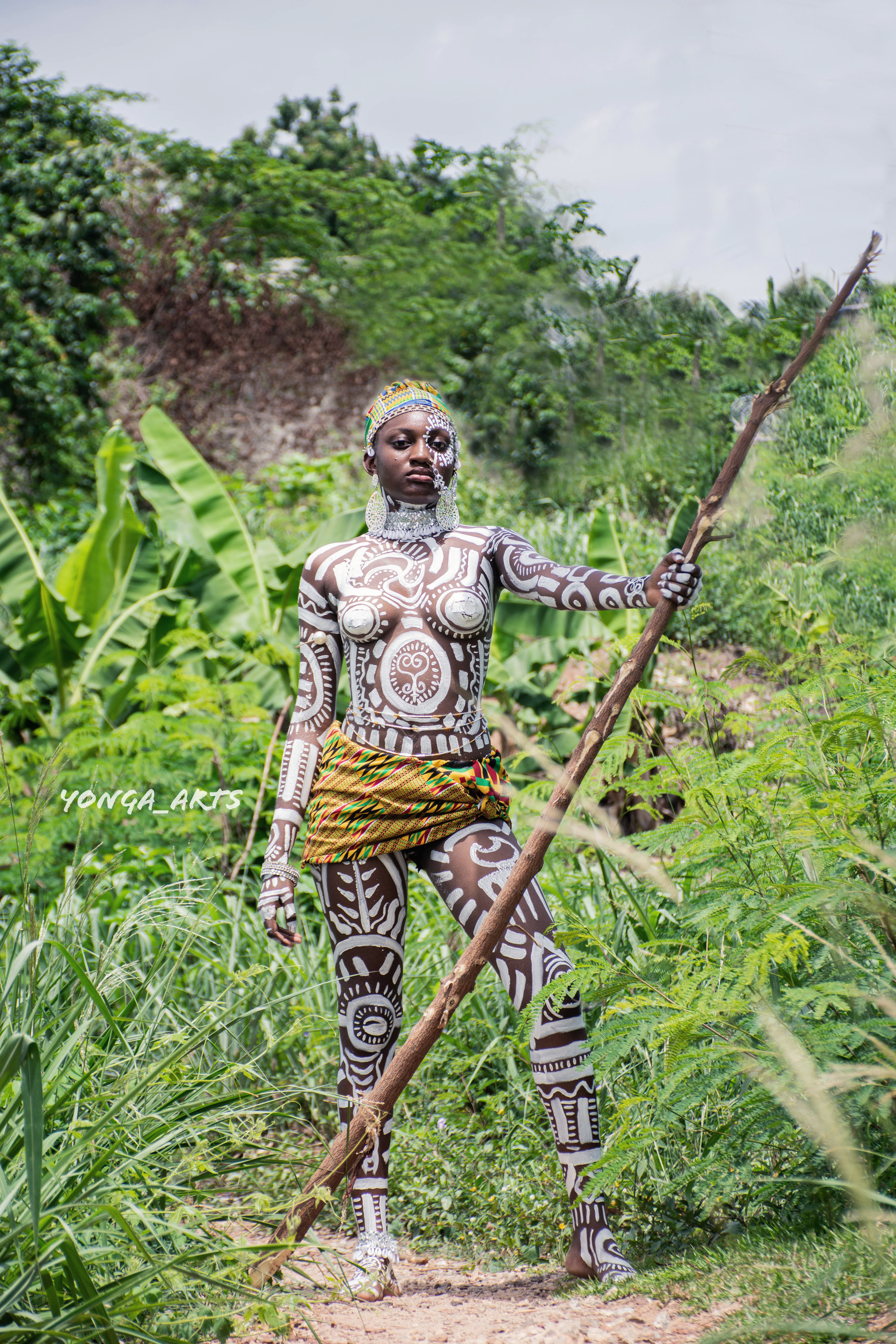
Körperbemalung

Body-Art (deutsch Körperkunst) ist ein künstlerisches Konzept des 20. Jahrhunderts. Entstanden ist diese Kunstrichtung in den 1960ern aus der Happening- und Fluxusbewegung heraus. Der Körper dient sowohl als Kunstmedium als auch als Kunstobjekt. Häufig handelt es sich um Performances, um Fotografie und um Videokunst. Im Vordergrund kann das Figurative des/der menschlichen Körper stehen, die menschliche Haut als Oberfläche bzw. Malgrund oder die Aktion bzw. Interaktion zwischen den Körpern. Daher kann Body-Art sowohl Figurativer Kunst, Skulptur, Aktionskunst als auch Malerei bzw. Grafik nahe stehen, darüber hinaus aber auch der Konzeptkunst. Die Künstler fügen sich teilweise selbst Verletzungen und Schmerzen zu, behandeln also ihren Körper als „Material“.

## Die Künstler
Bekannte Vertreter der Body-Art sind u. a. Marina Abramović, Chris Burden, Vito Acconci, Günter Brus, Dennis Oppenheim, Gina Pane, Pippilotti Rist, Carolee Schneemann, Annegret Soltau, Urs Lüthi, Jürgen Klauke, Rudolf Schwarzkogler, Peter Gilles, Valie Export und Timm Ulrichs, aber auch die Vertreter des Wiener Aktionismus Ende der 1960er Jahre.

„Wesentliches Merkmal der Body Art ist, den Zuschauer anzugreifen. Die Ästhetik des Kunstwerks wird dadurch bestimmt, inwieweit die Denkgewohnheiten des Zuschauers durcheinandergebracht werden und er aus seinem passiven Verhalten herausgebracht wird.“

## Ästhetik
Schock- und Ekeleffekte werden bewusst provoziert und häufig im Sinne einer Befreiung von gesellschaftlichen und politischen Zwängen verstanden. Historisch ist die Body-Art eng mit Bewegungen wie der sexuellen Revolution, der Frauenbewegung, Bürger- und Menschenrechtsbewegungen verbunden. Aktionen, die mit Selbstverletzung und Schmerz verbunden sind, können allerdings auch als Ausdruck des individuellen Leids der Künstler verstanden werden, so etwa bei Gina Pane oder Michel Journiac.

## Ausstellungen
Die erste Ausstellung zur Body-Art dürfte eine kleine videobasierte Ausstellung mit dem Titel body works gewesen sein, die vom Künstler und Theoretiker Willoughby Sharp im Tom Marionis Museum of Conceptual Art, San Francisco veranstaltet wurde. 1973 fand in Graz die wahrscheinlich erste europäische Schau statt, mit dem Titel Körpersprache im Rahmen des Festivals steirischer herbst. 1975 fand in Paris ebenfalls eine größere Body-Art-Ausstellung statt. Dort veröffentlichte François Pluchart ein Manifest zur Körperkunst. In diesem deklariert sich der Anspruch auf Unmittelbarkeit der eigenen körperlichen Erfahrung als politische Notwendigkeit. Kurz darauf eröffnete die erste Museumsausstellung im Museum of Contemporary Art, Chicago, die von Ira Licht kuratiert wurde. 1975/76 fand schließlich eine Ausstellung mit dem Titel Körpersprache im Haus am Waldsee, Berlin sowie im Frankfurter Kunstverein statt, kuratiert von Georg Bussmann und Thomas Kempas.